# SI-prefixum
A Mértékegységek Nemzetközi Rendszerében (SI) a prefixumokat, előtétszókat vagy előtagokat a nagyon nagy vagy nagyon kicsi mennyiségek rövid leírására használjuk, a könnyebb áttekinthetőség érdekében.

## Hivatalos prefixumok

### Hárommal osztható kitevők
A tíz hárommal osztható kitevőjű hatványainak rövidítésére használatosak leginkább:
| Előtag  | Jele | Szorzó     | Szorzó       |
| ------- | ---- | ---------- | ------------ |
| Előtag  | Jele | hatvánnyal | számnévvel   |
| kvetta- | Q    | 1030       | kvintillió   |
| ronna-  | R    | 1027       | kvadrilliárd |
| jotta-  | Y    | 1024       | kvadrillió   |
| zetta-  | Z    | 1021       | trilliárd    |
| exa-    | E    | 1018       | trillió      |
| peta-   | P    | 1015       | billiárd     |
| tera-   | T    | 1012       | billió       |
| giga-   | G    | 109        | milliárd     |
| mega-   | M    | 106        | millió       |
| kilo-   | k    | 103        | ezer         |
| –       | –    | 100        | egy          |

| Előtag  | Jele | Szorzó     | Szorzó         |
| ------- | ---- | ---------- | -------------- |
| Előtag  | Jele | hatvánnyal | számnévvel     |
| –       | –    | 100        | egy            |
| milli-  | m    | 10−3       | ezred          |
| mikro-  | µ    | 10−6       | milliomod      |
| nano-   | n    | 10−9       | milliárdod     |
| piko-   | p    | 10−12      | billiomod      |
| femto-  | f    | 10−15      | billiárdod     |
| atto-   | a    | 10−18      | trilliomod     |
| zepto-  | z    | 10−21      | trilliárdod    |
| jokto-  | y    | 10−24      | kvadrilliomod  |
| ronto-  | r    | 10−27      | kvadrilliárdod |
| kvekto- | q    | 10−30      | kvintilliomod  |

#### Példák
- 9 THz (9 terahertz) = 9·1012 Hz
- 7 km (7 kilométer) = 7·103 m
- 5 ns (5 nanoszekundum) = 5·10−9 s
- 2 pF (2 pikofarad) = 2·10−12 F

Az ohmnak a mega prefixummal képezett többszöröse a megohm (nem pedig *megaohm).

### Hárommal nem osztható kitevők
Van néhány prefixum (előtag), amely nem hárommal osztható hatványkitevőjű. Habár indokolatlan esetekben nyelvileg szokatlannak tűnhet a forma (pl. hektogramm, dekaliter), fizikai szempontból ezek is bármelyik alapegységhez hozzáilleszthetők, a számítást azonban megnehezíthetik.
| Előtag | Jele | Szorzó | Használat                                           |
| hekto- | h    | 102    | hl (hektoliter), hPa (hektopascal), hm (hektométer) |
| deka-  | da   | 101    | dag (hétköznapi változat: dkg) (dekagramm)          |
| deci-  | d    | 10−1   | dl (deciliter), dm (deciméter), dg (decigramm)      |
| centi- | c    | 10−2   | cl (centiliter), cm (centiméter), cg (centigramm)   |

## Nem hivatalos prefixumok
További (javaslat szintjén megfogalmazott, nem hivatalos) prefixumok nagyon nagy és nagyon kicsi mennyiségek kifejezésére:
| Előtag  | Jele | Szorzó |
| yototta | Ya   | 1048   |
| zetotta | Za   | 1045   |
| exotta  | Ea   | 1042   |
| petotta | Pa   | 1039   |
| terotta | Ta   | 1036   |
| gigotta | Ga   | 1033   |
| megotta | Ma   | 1030   |
| kilotta | Ka   | 1027   |

| Előtag  | Jele | Szorzó |
| milocto | mo   | 10−27  |
| micocto | mo   | 10−30  |
| nanocto | no   | 10−33  |
| picocto | po   | 10−36  |
| femocto | fo   | 10−39  |
| attocto | ao   | 10−42  |
| zepocto | zo   | 10−45  |
| yocotto | yo   | 10−48  |